# Архаическая Греция
Архаи́ческий пери́од в исто́рии Гре́ции (др.-греч. ἀρχαῖος — древний) — термин, принятый среди историков начиная с XVIII века. Возник в ходе изучения греческого искусства и первоначально относился к этапу развития искусства Древней Греции, в основном изобразительного и художественных ремёсел, 750—480 гг. до н. э., промежуточному между периодом геометрического стиля и искусством классической Греции. Позднее термин «архаический период» был распространён не только на историю искусства, но и на общественную жизнь Греции, поскольку в этот период, наступивший вслед за «тёмными веками», наблюдалось значительное развитие политической теории, подъём демократии, философии, театра, поэзии, возрождение письменного языка (появление греческого алфавита взамен забытого в период «тёмных веков» Линейного письма Б).
В конце XX века термин «архаический» был подвергнут критике: Энтони Снодграсс указывает, что неверно рассматривать этот период как «подготовку» к классической эре — он был самостоятельным эпизодом греческой истории с собственной развитой культурой, а Майкл Грант замечает, что «архаичность» подразумевает некую примитивность, тогда как архаическая Греция была одним из наиболее плодотворных периодов в мировой истории.
По мнению Снодграсса, началом архаического периода следует считать резкий рост населения (население Греции выросло десятикратно) и материального благосостояния (уровень материального производства в Элладе и эллинских колониях был определённо самым впечатляющим по найденным артефактам), пик которого пришёлся на 750 г. до н. э., и «интеллектуальную революцию» греческой культуры. p. 13. Концом архаического периода считается вторжение Ксеркса I в 480 г. до н. э. Тем не менее, отдельные культурные события, связанные с архаическим периодом, могли выходить как за верхнюю, так и за нижнюю условные границы периода. Например, краснофигурная вазопись, характерная для классического периода Греции, возникла в архаический период.

## Периодизация
- Архаический период — VIII век до н. э.— начало V века до н. э.
  1. Ранняя архаика — начало VIII века до н. э. — 570-е годы до н. э.
  2. Зрелая архаика — 570-е годы до н. э. — 525-е годы до н. э.
  3. Поздняя архаика — 525-е годы до н. э. — 490-е годы до н. э.

## Общество

### Полисы
Микенская Греция была разделена на царства, на территории каждого из которых население жило в городах и крупных поместьях, принадлежавших знати. Царствами правили цари, претендовавшие на божественное происхождение и правившие из столиц — «полисов», в которых находились дворцы или цитадели-акрополи («высокие города»), которые для целей эффективной обороны возводились на наиболее высоких в данной местности холмах. В течение тёмных веков дворцы, цари и усадьбы перестали существовать, население уменьшилось, города были покинуты или превратились в деревни среди руин, а на смену царской бюрократии пришли более примитивные формы власти в виде племенной структуры.
Резкий рост населения в начале архаического периода стал причиной возврата к городскому образу жизни, основания новых городов и расширения старых центров.
Маргалит Финкельберг посвятила своё исследование обычаям наследования легендарных и исторических царей в доклассической Греции, где наследование от отца к сыну не было нормой, а существовал иной обычай: новый царь, обычно изгнанный из какого-либо иного царского рода, завоёвывал своё право стать «зятем» прежнего царя, что легитимировалось браком с его «дочерью» (термин, по-видимому, также условный). Такая традиция неоднократно повторяется в греческой мифологии и связана с такими известными именами, как Пелопс, Беллерофонт, Мелампой, Пелей, Теламон, Тевкр, Андраймон, Диомед, Менелай и рядом других. В Греции вплоть до эллинистического периода отсутствует перечень царей, столь характерный для Ближнего Востока и Анатолии. Если царю наследовал его «зять», то, как отмечает Финкельберг (1991:305), это означало, что царице наследовала её дочь, притом, что в остальном культура оставалась патриархальной: «Это означает, что в Спарте, очевидно, и в других местах, где засвидетельствовано царство по праву брака скорее чем по праву наследования, мы наблюдаем линию цариц от матери к дочери».
К концу Архаического периода, цари были смещены тиранами, появился новый вид территориально-политического объединения — город-государство, также называемый полисом. Царства окончательно исчезли, даже несмотря на то, что продолжали существовать царские династии, память о которых хранилась обществом. Взамен возникла новая организация: многие крупные населённые пункты стали автономными, во главе с правительством республиканского типа. Этот процесс обозначает древнегреческий термин синойкизм, который обозначает поглощение деревень и включение племенных структур в состав полисов. Типичным публичным зданием становится акрополь.

## Искусство
Во время архаического периода сложились наиболее ранние формы древнегреческого искусства — скульптуры и вазописи, которые в более поздний классический период становятся более реалистичными. В эпоху архаики, бывшей временем становления греческих полисов и интенсивного сложения древнегреческой культуры, формируются основные градостроительные принципы, виды храмов, жилых и общественных зданий. Получает развитие ордерная система (в том числе дорический и ионический ордера).

### Керамика
В вазописи в середине и 3-й четверти 6 в. до н. э. достиг расцвета чернофигурный стиль и около 530 до н. э. — краснофигурный стиль.
В керамике ориентализирующий стиль, в котором заметно влияние искусства Финикии и Сирии, вытесняет прежний геометрический стиль.
С поздним архаическим периодом связаны такие стили вазописи, как чернофигурная керамика, возникшая в Коринфе в 7 в. до н. э., и более поздняя краснофигурная керамика, которую создал вазописец Андокид около 530 г. до н. э.
В керамике постепенно появляются элементы, нехарактерные для архаического стиля и заимствованные из Древнего Египта — такие, как поза «левая нога вперёд», «архаическая улыбка», шаблонное стилизованное изображение волос — так называемые «волосы-шлем».

### Архитектура
Архаика — время сложения монументальных изобразительных и архитектурных форм. В эпоху Архаики сложились дорический и ионический архитектурные ордера.
Согласно наиболее распространенной периодизации историю греческого изобразительного искусства и архитектуры V в. принято делить на два больших периода: искусство ранней классики, или строгого стиля, и искусство высокой, или развитой, классики. Граница между ними проходит примерно в середине века, однако границы в искусстве вообще довольно условны, и переход из одного качества в другое происходит постепенно и в разных сферах искусства с различной скоростью. Это наблюдение верно не только для рубежа между ранней и высокой классикой, но и между архаическим и раннеклассическим искусством.

### Скульптура
В эпоху архаики формируются основные типы монументальной скульптуры — статуи обнажённого юноши-атлета (курос) и задрапированной девушки (кора). Куросы всегда ваялись в полный рост в позе ходьбы. Одна нога всегда выступала вперёд, лицо украшала архаическая улыбка. Но в этих скульптурах нет естественности: это выглядит, будто куросы только притворяются, что идут, положение конечностей неорганично. В скульптурах юношей нет индивидуальности — они все одинаковы. Не отличается даже мимика, везде это «архаическая улыбка». Намного более многогранны изваяния девушек. Эти статуи создавались с некоторыми изменяющимися чертами.
К концу Архаического периода греки достигли заметных успехов в реализме скульптур, но мимика так и оставалась неподходящей. Например, у статуи умирающего воина тело передано крайне натурально: вены на руках набухли, рука, что держит щит, слабеет, все мышцы напряжены, но на лице так и осталась эта улыбка с выпученными глазами. Такое выражение лица полностью противоречит ситуации и никаким образом не передаёт внутреннего состояния человека.
Скульптуры изготавливаются из известняка и мрамора, терракоты, бронзы, дерева и редких металлов. Эти скульптуры — как отдельно стоящие, так и в виде рельефов — использовались для украшения храмов и в качестве надгробных памятников. Скульптуры изображают как сюжеты из мифологии, так и повседневную жизнь. Статуи в натуральную величину неожиданно появляются около 650 г. до н. э.

### Примеры архаического греческого искусства
- Архаический курос
- Ориентализирующий стиль
- Чернофигурная керамика
- Реконструированная раскраска Коры архаического периода

## История

### Конфликты
- Спартано-аргосские войны (VIII век — ок. 495 до н. э.)
- Первая мессенская война (ок. 750—730 гг. до н. э.)
- Первая священная война (595—585 гг. до н. э.)
- Лелантская война (конец VIII века до н. э.)
- Мелийская война (конец VIII века до н. э.)
- Коринфская экспансия (VIII—VI века до н. э.)
- Вторая мессенская война (640—620 гг. до н. э.)
- Саламинские войны (вторая половина VII — середина VI века до н. э.)
- Сигейские войны (конец VII — вторая половина VI века до н. э.)
- Лесбийская война (первая половина VI века до н. э.)
- Спартано-тегейские войны (первая половина VI века до н. э.)
- Самосская экспедиция (525 до н. э.)
- Афинские демократические войны (510-е — 506 до н. э.)

См. также
- Войны Древней Греции
- Войны Древнего Мира

## Важные деятели архаического периода

### Государственные деятели
- Аристомен
- Клисфен
- Клисфен Сикионский
- Клеомен I
- Кипсел
- Драконт
- Ликург Спартанский
- Писистрат
- Периандр
- Фидон
- Поликрат
- Солон
- Телекл
- Феаген из Мегар
- Феопомп
- Фрасибул

### Эпические поэты
- Гесиод
- Гомер

### Философы
- Анаксимандр
- Анаксимен
- Гераклит
- Пифагор
- Фалес
- Ксенофан

### Лирические поэты
- Алкей
- Анакреон
- Сапфо
- Стесихор
- Феогнид
- Пиндар

### Логографы
- Кадм Милетский
- Гекатей Милетский

### Баснописцы
- Эзоп

### Сатирические поэты
- Архилох